# 권근술
권근술(權根述, 1941년 ~ 2020년 3월 15일)는 대한민국의 언론인이다.

## 생애
- 1941년에 부산에서 태어났고, 경남고등학교를 졸업하여, 서울대학교 정치학과를 졸업하였다.
- 1967년 동아일보를 입사하여, 1975년 자유언론실천선언(백지광고 사태) 사건으로 해직됐고, 1988년 한겨레신문을 창간하자 그는 편집위원장, 편집인, 논설주간 등을 지냈다.
- 2020년 3월 15일, 80세의 나이에 숙환으로 타계하였다.[1]

## 경력
- 1967년 동아일보 입사
- 1975년 자유언론실천선언 사건으로 해직.
- 1988년 한겨레신문 창간위원 참여
- 1995 ~ 1997년 제7대 한겨레 대표이사
- 1997 ~ 1999년 제8대 한겨레 대표이사
- 한양대학교 언론정보대학원 석좌교수[2]
- 한국신문협회 이사
- ㈔어린이어깨동무 이사장[3]

## 가족 관계
- 배우자 : 정보인 (1945년 ~ )
  - 아들 : 권유석

## 같이 보기
- 동아자유언론수호투쟁위원회
- 송건호
- 한겨레